# Костел Зіслання Святого Духа (Шидлівці)
Костел Зіслання Святого Духа в Шидлівцях — римсько-католицька церква в селі Шидлівцях Тернопільської области України.

## Відомості
У 1935 р. збудовано мурований філіальний костел.
У 1940-х рр. радянська влада зачинила храм, але в 1992 р. повернений римсько-католицькій громаді, яка його відремонтувала.